# Takizawa Hideaki
Takizawa Hideaki (滝沢秀明 (Lung Trạch Tú Minh) 29 tháng 3, 1982) là một diễn viên người Nhật và là thành viên nhóm nhạc Tackey & Tsubasa. Năm 2002, khi mới 20 tuổi, Tackey và người bạn thân nhất của anh Imai Tsubasa cho ra mắt nhóm nhạc Tackey & Tsubasa dưới sự bảo trợ của công ty Avex Trax. Cùng năm đó, anh tốt nghiệp khỏi Johnny's Junior. Tackey & Tsubasa đã cho ra mắt nhiều tác phẩm nổi tiếng như "Ho! SUMMER" hay "Venus". Nhưng cậu bắt đầu nổi tiếng từ sau vài diễn cậu học sinh trung học Kurosawa Hikaru trong bộ phim gây nhiều tranh cãi Majo no Jouken vào năm 1999, nói về bi kịch tình yêu giữa 1 cô giáo 26 tuổi và 1 cậu học sinh 17 tuổi.

## Tiểu sử và công việc
Takizawa Hideaki gia nhập Johnny's Junior vào năm 1995 khi anh mới chỉ 13 tuổi. Anh nhanh chóng trở thành một trong những ngôi sao sáng giá và trở thành người đứng đầu Juniors.
Anh bắt đầu nổi tiếng từ sau vài diễn cậu học sinh trung học Kurosawa Hikaru – người đã yêu giáo viên chủ nhiệm Hirose Michi (do Matsushima Nanako thủ vai) trong bộ phim gây nhiều tranh cãi Majo no Jouken (cũng được biết với tên gọi Forbidden Love, hay một số nước còn gọi là The Witch’s Requirement hoặc The Innocent Witch) vào năm 1999, nói về bi kịch tình yêu giữa 1 cô giáo 26 tuổi vào học sinh 17 tuổi của cô, nhờ vai diễn này anh đã nổi tiếng không chỉ ở Nhật mà còn trên nhiều nước khác.
Sau đó Takizawa Hideaki tiếp tục diễn nhiều phim truyền hình, dẫn chương trình, và là người đại diện cho nhiều thương hiệu nổi tiếng như Lotte, Shiseido, Kirin Supli, NTT DoCoMo, Sega, Final Fantasy X
Gia nhập Johnny's Junior, 7 năm sau, vào ngày 1 tháng 8 năm 2002, anh gia nhập nhóm nhạc cùng với người bạn cùng hãng Johnny's Junior là Imai Tsubasa, bộ đôi ấy được gọi là Tackey & Tsubasa và kí hợp đồng thu âm với Avextrax.
Vào ngày 11/9/2002, Tackey & Tsubasa phát hành album đầu tiên có tựa Hatachi (tiếng Nhật có nghĩa là tuổi 20). Trong khi ở một số nước trên thế giới, 21 tuổi được xem như bước ngoặt đánh dấu trở thành người trưởng thành, thì ở Nhật, 20 là tuổi rất có ý nghĩa đối với người Nhật. Cả Tackey & Tsubasa khi đó đều 20 tuổi.
Họ phát hành tổng cộng 3 album và 7 single, và có 3 tour biểu diễn cùng nhau.
Họ hiện đang quảng cáo cho máy quay Olympus, đẩy sản phẩm dẫn đầu bảng xếp hạng thương hiệu máy quay phim 10 năm trở lại đây của Nhật.
Anh cũng là diễn viên khách mời lồng tiếng cho phim hoạt hình nổi tiếng Inuyasha đặc biệt ep 147-148 vào tháng 4/2004. Anh lồng tiếng 5 phút đoạn hồi tưởng của Shako, thủ lĩnh bộ tộc yêu quái Taijiya, tổ tiên của Sango.
Tackey cũng nhân vật chính trong Johnny Kitagawa - 1 xuất phẩm âm nhạc của Dream Boy, đơn vị tổ chức Imperial Theatre ở Tokyo vào tháng 4/2004, và sân vận động Umeda Koma ở Osaka vào tháng 5/2004. DVD chính thức của buổi diễn này được phát hành bởi Avextrax vào 11/8/2004
Tackey & Tsubasa đã tổ chức những show lưu diễn ngoài nước đầu tiên kể từ khi họ lập nhóm từ năm 2002. Buổi diễn được gọi là Thai J-Pop Concert, tổ chức ở trường đấu Impact của Bangkok, Thái Lan, vào 24/7/2004.

## Những bộ phim đã tham gia
- Timekeepers – Người ghi giờ (1996)
- News no Onna - Phụ nữ làm thời sự (1998)
- Kokoro no Tobira – Cửa sổ tâm hồn NTV's 24 Hour TV Special Dorama (1998)
- Speed Star – Ngôi sao tốc độ (movie)
- Majo no Jouken – Cám dỗ ngọt ngào (1999)
- Shin oretachi no tabi (1999)
- Taiyou wa shizumanai – Mặt trời không lặng (2000)
- Antique – Tiệm bánh Antique (2000)
- Strawberry on the shortcake (S.O.S)– Quả dâu tây trên ổ bánh bơ (2001)
- Taiyou no kisetsu - Mùa nắng (2003)
- Boku dake no Madonna – Madonna của riêng tôi (2004)
- Chichi no Umi, Boku no Sora – biển của cha, bầu trời của tôi (NTV's 24 Hour TV Special Dorama; 2004)
- Yoshitsune (2005)
- Satomi Hakkenden - Truyền thuyết bát khuyển sĩ (2006)
- Mokuyou no kaidan
- Dareka ga dareka ni koishiteru
- Chef
- Romeo and Juliet - Special Drama (2007)

## Những chương trình khác
- ZUBARI iu wa yo! (TBS) - Co-host opposite Hosoki Kazuko

## Các bài hát do Tackey sáng tác
- Words of Love (viết lời)
- Everlasting Love (viết tặng Tsubasa)
- 894 (Hakushi)
- Madonna
- Futari no Yoru
- My Angel, You are Angel (viết tặng Akame, Kat-Tun trình bày)
- Fight All Night (Kat-Tun trình bày)
- Da.ke.do (hay Dakara)
- Juunigatsu no Hana (Hoa tháng 12)

## Giải thưởng
- Best Supporting Actor - Diễn viên phụ xuất sắc nhất (trong phim News no Onna, 1998)
- Best Lead Actor - Diễn viên chính xuất sắc nhất (trong phim Taiyou wa Shizumanai, 2000)
- Best Lead Actor - Diễn viên chính xuất sắc nhất (trong phim Taiyou no Kisetsu, 2002)
- Best Actor in Leading Role - Diễn viên chính xuất sắc nhất (trong phim Yoshitsune, 2005)

## Những chuyện vụn vặt quanh Tackey
- Gia nhập Johnny’s Entertainment vào tháng 04/1995, lúc 13 tuổi. Anh tự nộp đơn xin gia nhập JE.
- Công việc đầu tiên của anh là múa minh họa cho Kinki Kids trong buổi concert của nhóm vào 05.05.1995.
- Thần tượng mà anh ngưỡng mộ nhất là Domoto Koichi (của Kinki Kids).
- Tackey từng là trưởng nhóm của Johnny’s Juniors, và bậy giờ được xem là Papa của juniors. Họ gọi anh là Papa Tackey.
- Bước khởi đầu của anh là ca sĩ solo với bài hát Ki.Se.Ki., nhưng Tackey muốn chung ban nhạc với Imai Tsubasa. Fans hâm mộ đã ủng hộ bằng cách gửi thư yêu cầu đến Johnny’s và Tackey - Tsubasa cuối cùng đã chung nhóm nhạc vào ngày 11/09/2002.
- Tackey & Tsubasa đã biểu diễn các buổi concert ở Đài Loan và Thái Lan thậm chí ưu tiên phát hành album.
- Cái tên Tackey của anh phát âm giống tiếng Anh.
- Cái tên Takki (hay Tackey) là do bố anh gọi trước tiên.
- Cha mẹ Tackey li dị từ khi anh còn nhỏ. Anh đã đổi họ "Takizawa" khi mẹ anh tái hôn.
- Tackey đã sinh ra trên 1 băng ghế đá.
- Anh sợ những tiếng ồn như ở buổi triển lãm (hay là tiếng nổ của khinh khí cầu).
- Tackey thường cởi trần khi ngủ. Việc đầu tiên anh ấy là khi về đến nhà là cởi vớ ra.
- Tackey có hai con chó nhỏ tên là Hidezo & Hidepita (có chữ Hide trong tên anh ấy)
- Tackey khoái nhất là đấu vật.
- Tackey lấy bút danh LaVenDer (hoa oải hương) trong những sáng tác của anh. Hiện anh đang phân vân không biết lấy bút danh gì cho những sáng tác kế tiếp
- Tackey cũng đã hướng dẫn nhóm nhạc Arashi cùng hãng Johnny trong bài hát đầu tiên của họ là A･RA･SHI.
- Tackey là diễn viên trẻ nhất phá bỏ hợp đồng mặc dù đã là diễn viên chính cho buổi diễn Tokyo Imperial Theatre của Dream Boy.
- Tackey đã mua bảo hiểm cực lớn khoảng 200 triệu yên cho màn nhảy bungee của Dream Boy.
- Tackey khoái ăn mỳ Ý, loại mì cực cay.
- Điệu nhảy ero ero dance trong buổi trình diễn của anh là do anh đã nảy ra khi đang làm việc, lúc đầu không có nó trong kịch bản.
- Tackey có một cái chăn màu hồng hình hello kitty và mặt nạ dành cho người cưỡi ngựa trên chai nước.
- Tackey có sáu cái máy vi tính ở nhà và đương nhiên trong bộ sưu tập ấy có một cái Mac.
- Màu mà anh thích nhất là màu đen.
- Tackey đã đến đền Shaolin ở Henan back vào thánh 2/2004 và rèn luyện ở đó 10 ngày.
- Tackey bây giờ là bạn tốt của Koutaro, con trai của thủ tướng Koizumi Junichiro từ khi họ cùng tham gia diễn xuất trong Boku dake no Madonna
- Có lần, anh không thể nhớ anh mình bao nhiêu tuổi
- Tackey nói là nếu có 1 điều ước thành hiện thực trong 1 ngày, anh ước mình là phụ nữ!
- Tackey đã đi mua sắm ở Osaka trong chương trình Osaka harucon, và mua 1 cuộn len, anh nhận ra mình mang không đủ tiền, và phải giả vờ điện thoại ở quầy thu ngân trong khi chờ người quản lí mang tiền đến.
- Bạn thân nhất của Tackey là Koutan, 34 tuổi, nhân viên văn phòng trong trường học
- Mẹ và bà của Tackey đã đến những buổi biểu diễn của anh, và 1 có 1 lần Tackey thấy bà của mình làm đợt sóng, trong tay là cái khăn của anh!
- Tackey đã nhảy ero ero với cái quần FLY/ZIP OPEN trong lễ Sendai 2004 Harucon.